# 팡가시난어
팡가시난어 (팡가시난어: Salitan Pangasinan)는 오스트로네시아어족의 언어로, 필리핀에서 12번째로 큰 사용자를 확보하고 있는 언어이다.
팡가시난은 언어, 민족, 지방의 이름이다. 팡가시난어는 또한 스페인화된 말로 팡가시넨스(Pangasinense)라고 불리며, 팡가시난주에서만 150만명 이상의 팡가시난족(원주민 화자)에 의해 말해지는 언어이다.팡가시난은 또한 필리핀 내의 다른 팡가시난 커뮤니티에서 통용될 뿐만 아니라 심지어 미국에서 이민자들에 의해 사용되기도 한다. 팡가시난어는 링가옌만을 따라 루손섬 중서부에 위치한 팡가시난주의 주요 언어이다. 팡가시난주의 공식 지방어로, 전체 지방 인구 2,434,086명을 확보하고 있다.(국립통계청:  2000 인구조사).

## 분류
팡가시난어는 오스트로네시아어족의 한 갈래인 말레이폴리네시아어파에 속해 있다. 팡가시난어는 필리핀에서, 인도네시아에서, 말레이시아에서, 마다가스카르에서도 말해지고 있다는 점에서 타갈로그어와 일로카노어와 비슷하다. 팡가시난어는 이웃한 벵게트주와 팡가시난 북쪽에 위치한 바기오에서 말해지고 있는 이발로이어와 매우 밀접한 관계를 가지고 있다. 팡가시난은 팡가시난 언어 집단 하에 분류된다. 팡가시난 언어는 다음과 같다.
- 팡가시난
- 이발로이
- 카라오
- 와이와크
- 칼랑구야
- 켈레이아이
- 칼라한
- 카야파
- 티노크

팡가시난어는 팡가시난과 벵케트주 뿐만 아니라 이웃한 일부 삼발레스주, 타를라크주, 누에바에히아주, 아우로라 누에바 비스카야 그리고 이푸가오에서 통용된다.
팡가시안어는 교착어이다. 

## 분포
팡가시난어는 링가옌만을 따라 루손섬의 중서부에 위치한 팡가시난주의 공식 언어이다. 팡가시난족들도 팡가시난으로 불린다. 그 지방은 전체 인구 2,343,086명(2000년 기준)을 가지고 있고, 그 중에서 150만명이 팡가시난어를 말한다. 팡가시난어의 화자들은 중앙 팡가시난에 대부분 집중되어 있다. 팡가시는어는 필리핀 내의 다른 팡가시난 커뮤니티에서 말해진다. 주로 이웃한 벵게트주, 라우니온, 누에바에시하,  타를라크, 그리고 삼발레스주이다.

## 역사
오스트로네시아어족 화자들은 선사시대에 해양 동남아시아에 정착했다. 연대는 5천년 전보다 이상일 것이라고 추정된다. 팡가시안어의 원주민 화자들은 이러한 정착자들의 후손이다. 그들은 1만년에서 6천년 전 사이에 남중국에서 타이완을 거쳐 시작된 광범위한 이주의 물결을 시작한 이들이었다.
팡가시난이라는 단어는 소금의 땅 또는 염전이라는 의미이며, 팡가시안어에서 소금을 뜻하는 어근 asin에서  유래되었다. 팡가시난은 또한 소금상자 또는 소금을 넣은 제품을 언급할 때도 사용된다.

## 같이 보기
- 필리핀의 언어
- 팡가시난주
- 타를라크주
- 라우니온주 (필리핀)